# Sophia von Masowien
Sophia (poln. Zofia; * zwischen 1497 und 1498; † vor 11. März 1543) war eine polnische Prinzessin und ungarische sowie kroatische Fürstin. Sie entstammte dem Adelsgeschlecht der masowischen Piasten und heiratete in die Báthory ein.

## Leben
Sophia war Tochter von Herzog Konrad III. von Masowien († 1503) und der litauischen Prinzessin Anna Radziwiłł. Sie war die Schwester der Herzöge Janusz III., Stanisław von Masowien und Anna von Masowien.

## Ehe und Familie
1520 heiratete sie den ungarischen Palatin Stephan Báthory. Aus der Ehe gingen die Kinder Stanislaus und Anna hervor. Ihr Ehemann verstarb 1530. Danach heiratete sie den kroatischen Magnaten Ludwik Pekry. Die Ehe blieb kinderlos.